# Sigeberto dell'Anglia orientale
Sigebehrt, o Sigebert, in italiano Sigeberto (... – 27 settembre 637), è stato re dell'Anglia orientale dal 629 al 634.

## Biografia
Figliastro di Rædwald, Sigebert si rifugiò in Francia dopo l'assassinio del fratellastro Eorpwald nel 628. Là si convertì al Cristianesimo e ricevette il battesimo. Dopo tre anni di regno del pagano Ricberht (631) (assassino di Eorpwald), Sigebert tornò nell'Anglia orientale. Fu allora che San Felice di Burgundia giunse a Canterbury per esercitare l'attività missionaria, mandatovi da Onorio arcivescovo ad aiutare Sigebert a diffondere la cristianità romana nel suo regno. Insieme Sigebert e Felice fondarono una scuola di lettere, la prima di quell'epoca nell'Anglia orientale. Felice era anche il primo vescovo della nazione, per cui è chiamato l'"Apostolo degli Angli orientali". Sigebert accolse anche Furseo, eremita irlandese, alla sua corte e gli diede il forte d'epoca romana di Burgh Castle per crearvi un monastero. Felice e Furseo lavoravano nelle due differenti tradizioni della Fede, romana ed irlandese, fra le genti della regione. Nel 634 Sigebert abdicò volontariamente in favore di Egric, forse suo nipote o cugino, per ritirarsi in un monastero, forse a Burgh Castle o a Bury St Edmunds.
Secondo la leggenda (scritta nella Storia Ecclesiastica di san Beda), Sigebert fu costretto a lasciare il suo ritiro spirituale nel 636 per guidare il suo ex-esercito in battaglia contro il re pagano Penda di Mercia, che aveva invaso il suo regno. Sigeberht inizialmente rifiutò l'invito di Egric a guidare la sua gente in battaglia, tuttavia fu il popolo stesso a richiederlo come guida. Durante la battaglia Sigeberht, che camminava senza armi fra i combattenti, fu colpito a morte. Sia Sigebert che Egric furono uccisi dagli invasori Merciani.
Forse perché venne ucciso da un pagano, oppure perché era monaco e rifiutava di portare armi, Sigeberht fu subito considerato martire. Fu il primo fra tutti i re Inglesi ad abdicare al suo regno per amore di Dio, e anche l'istitutore del primo vescovado del regno, per questo è venerato come santo. Viene festeggiato il 27 settembre (o il 16 gennaio in alcune località inglesi).